# Лютер Брауншвейгский
Лю́тер (Ло́тарь) Брауншвейгский (нем. Luther von Braunschweig; ок. 1275 — 18 апреля 1335, Штум) — 18-й великий магистр Тевтонского ордена с 1331 года.

## Биография
Лютер Брауншвейгский родился около 1275 года в семье герцога Брауншвейг-Люнебурга Альберта I Великого из дома Вельфов и Аделаиды, дочери маркграфа Монферрата Бонифация II Большого.
Так как Лютер (Лотарь) был младшим ребёнком в семье и не мог претендовать на наследство, в 1300 году он вступил в Тевтонский орден.
Его карьера в Ордене началась со службы в замке Кристбург, а в 1308 году он стал комтуром Голлуба. В 1313 году он занял должность хаускомтура Мариенбурга. 
В 1314-1331 годах был комтуром Кристбурга и великим оружейником Ордена (нем. Oberster Trappier). Занимался колонизацией земель Ордена, и основанием новых городов. В 1326 году им был основал город Гильгенбург (замок Гильгенбург существовал с 1316 года), в 1319 году — Остероде. Все эти действия проводились в тесном сотрудничестве с Цистерианским орденом. Под руководством Лютера канцелярия Кристбурга стала лучшей в ордене, некоторые документы составлялись не на типичной для того времени латыни, а на немецком языке.
- Замок Мариенбург, 1999
- Кафедральный собор Кёнигсберга, 1999

После внезапной смерти Вернера фон Орзельна от руки убийцы новым великим магистром был выбран Лютер Брауншвейгский (17 февраля 1331 года). Лютер продолжил политику колонизации земель и расширения территории Ордена. С 1326 года крестоносцы были в состоянии войны с Королевством Польским. 27 сентября 1331 года состоялось сражение под Пловцами, закончившееся вничью, однако после битвы Орден приобрёл решающий перевес и захватил Куявию. В том же году было заключено перемирие.
Несмотря на войну, Лютер пытался избежать ненужных военных действий. Он сосредоточил внимание на реформировании религиозной жизни Ордена, способствовал развитию культа святой Варвары, писал стихи и теологические труды. По его приказу была перестроена резиденция великих магистров замок Мариенбург. Лютер хотел, чтобы замок был похож не на монастырь, а на резиденцию императора. Великий магистр также способствовал строительству Кафедрального собора Кёнигсберга не как собора-крепости, а как сугубо религиозной постройки в готическом стиле: 13 сентября 1333 года дал разрешение на продолжение строительства Кафедрального собора в Кёнигсберге, начатого в 1330 году. Была также перестроена и часовня Св. Анны в Мариенбурге, ставшая впоследствии усыпальницей великих магистров Ордена.
18 апреля 1335 года великий магистр Лютер Брауншвейгский скончался в Штуме. Похоронен он был в им же освящённом кафедральном соборе в Кёнигсберге. Лютер считается одним из наиболее посвящённых правителей Тевтонского ордена, способствовавшим развитию искусства и поэзии, а также появлению исторических трудов Петра фон Дусбурга и Николауса фон Ерошина.